# Tounj
Tounj – wieś w Chorwacji, w żupanii karlowackiej, siedziba gminy Tounj. W 2011 roku liczyła 346 mieszkańców.
Jest położony na wysokości 220 m n.p.m., 14 km na wschód od Ogulina. Przebiegają przezeń linia kolejowa z Zagrzebia do Rijeki i droga z Karlovaca do Senja.
Miejscowa gospodarka oparta jest na rolnictwie i przemyśle budowlanym.
Pierwsza historyczna wzmianka pochodzi z 1481 roku (jako Tovunj). Tounj czasowo opustoszał w połowie XVI wieku w wyniku najazdów osmańskich.